# Alim Qasimov
Alim Qasimov (az. Alim Həmzə oğlu Qasımov) (ur. 14 sierpnia 1957 r. w Nabur (Şamaxı)) jest muzykiem azerskim, jednym z najbardziej znanym wokalistów wykonujących mugam w Azerbejdżanie.

## Życiorys
W latach 1978-1982 studiował w Szkole Muzycznej A. Zeynalli w Baku, a od 1983 do 1989 roku w Państwowym Instytucie Sztuki im. M.A. Alijewa w Azerbejdżanie.
W 1988 roku zdobył pierwszą nagrodę na Międzynarodowym Festiwalu w Samarkandzie i od tamtej pory prezentuje muzykę mugam na całym świecie. W 1999 roku otrzymał muzyczną nagrodę UNESCO w uznaniu jego muzycznego wkładu w światowy pokój. Od 1989 roku jest solistą Azerbejdżańskiego Państwowego Akademickiego Teatru Opery i Baletu. Występował na scenie operowej w takich rolach jak Madżnun i Aşıq Qərib. Wiele razy koncertował w Pałacu Heydara Alijewa i Państwowej Filharmonii Akademickiej im. M. Magomajewa w Azerbejdżanie. Od 1999 r. koncertuje i nagrywa płyty także z córką, Farghaną Qasimovą. Jest nauczycielem i profesorem nadzwyczajnym w Szkole Muzycznej im. A. Zeynalli w Baku.

## Dyskografia[2]
- Classical Mugham (1996)
- The Legendary Art of Mugham (1997) z Alim Qasimov Ensemble
- The Art of Mugham: Azerbaidjan (Live) (1997)
- The Mugham of Azerbaidjan (1999)[3]
- Love's Deep Ocean (1999) z Farghaną Qasimovą[3]
- Oyanish (2003) z Coldünya
- Spiritual Music of Azerbaijan (2007) - seria Central Asian Series, Vol. 6: z Farghaną Qasimovą[4]
- Intimate dialogue - Live at Morgenland Festival Osnabrück (2009) z Farghaną Qasimovą[3]
- Rainbow (2010) z Farghaną Qasimovą i Kronos Quartet[3]
- Seven Beauties - Music Project with Shoayb Shahabi (2018)[5]
- Awakening (2019) z Michelem Godardem[6]